# 擬ベクトル
擬ベクトル（ぎベクトル、英: pseudo vector）は座標の反転に対し符号が変わらない（向きが反転する）ベクトル。
擬ベクトルのことを軸性ベクトル（英: axial vector）とも呼ぶ。反対に座標を反転して符号が反転する（向きが変わらない）ベクトルを極性ベクトル（英: polar vector）と呼ぶ。

## 主な性質
- 軸性ベクトル同士、極性ベクトル同士の外積は軸性ベクトルになる。
- 軸性ベクトルと極性ベクトルの外積は極性ベクトルになる。
- 軸性ベクトルとスカラー、極性ベクトルと擬スカラーのスカラー積は軸性ベクトルになる。
- 極性ベクトルとスカラー、軸性ベクトルと擬スカラーのスカラー積は極性ベクトルになる。

## 物理量の例
- 軸性ベクトル
3次元空間において、軸まわりの回転を表す物理量である。これは、一般的なn次元空間での軸まわりの回転が、2階反対称テンソルで記述できることに起因している。
n=3次元の場合、2階反対称テンソルはちょうど3つの独立成分を持ち、下式の様にレヴィ=チビタテンソル等を用いて、あたかもベクトルであるかの様に記述することができるためである。
{\displaystyle A_{ij}\cdot {\varepsilon ^{ij}}_{k}=A'_{k}}
もちろん、擬ベクトルとして記述せずに、2階反対称テンソルとして記述する事もできる。なお、ベクトルの外積とは、レヴィ=チビタテンソルを用いたテンソルの縮約である。）
なお、n≠3次元の場合には軸まわりの回転を擬ベクトルで記述することはできない。
  - 2次元の場合には、回転は1つの独立成分しか持たない。この場合、擬スカラーとして記述することはできる。
  - 4次元の場合には、回転は6つの独立成分を持ち、2階反対称テンソルとして記述する必要がある。5次元以上でも同様である。

  - 角速度
  - 角運動量
  - トルク
  - 磁場

- 極性ベクトル
  - 速度
  - 運動量
  - 力
  - 電場

## 例
空間反転とは空間座標の三成分の軸をすべて反対向きにすること。
P を空間反転とすると、
{\displaystyle P:\mathbf {x} =(x,y,z)\to \mathbf {x} ^{P}=-\mathbf {x} =(-x,-y,-z)}
A=(Ax,Ay,Az) を極性ベクトルとすると、空間反転によって次のように変換される。
{\displaystyle P:\mathbf {A} \to \mathbf {A} ^{P}=(-A_{x},-A_{y},-A_{z})}
変換してもベクトルの方向は同じだが、各成分の符号がかわる。これをパリティが負であるという。
B を極性ベクトルとし、A と B の外積を L とする。
{\displaystyle P:\mathbf {B} =(B_{x},B_{y},B_{z})\to \mathbf {B} ^{P}=(-B_{x},-B_{y},-B_{z})}
{\displaystyle \mathbf {L} =(L_{x},L_{y},L_{z})=\mathbf {A} \times \mathbf {B} =(A_{y}B_{z}-B_{y}A_{z},A_{z}B_{x}-B_{z}A_{x},A_{x}B_{y}-B_{x}A_{y})}
L は空間反転で LP = AP × BP になる。
{\displaystyle P:\mathbf {L} \to \mathbf {L} ^{P}=\mathbf {A} ^{P}\times \mathbf {B} ^{P}}
{\displaystyle =(A_{y}B_{z}-B_{y}A_{z},A_{z}B_{x}-B_{z}A_{x},A_{x}B_{y}-B_{x}A_{y})=(L_{x},L_{y},L_{z})\,}
L は空間反転しても符号が変わらない。これをパリティが正であるという。空間反転で L は方向を変えてしまう。このようなベクトルを擬ベクトル、あるいは軸性ベクトルと呼ぶ。
擬ベクトルは鏡像変換（空間の一成分を反転）によっても方向を変える。一般に n 回の鏡像変換で極性ベクトルの成分の符号は {\displaystyle (-1)^{n}} 変わり、軸性ベクトルの方向も同じだけ変わる。空間反転は 3 回の鏡像変換と等しいので擬ベクトルは方向を変える。